# I'm with Stupid (Static-X)
I'm with Stupid (He's a Loser) è un singolo promozionale del gruppo musicale statunitense Static-X, estratto dal primo album in studio Wisconsin Death Trip e pubblicato nel 2000.

## Descrizione
Seconda traccia di Wisconsin Death Trip, il brano inizia con il frontman Wayne Static che urla le parole del ritornello, "He's a loser, she said", e rapidamente passa al riff di chitarra che si ripete per tutta la durata dello stesso.

## Video musicale
Il videoclip, diretto da Dave Meyers, mostra il gruppo eseguire il brano su un palco mentre una donna in possesso di una pala insegue una strana creatura (già presente nel precedente video Push It). Durante la fuga della creatura una serie di mostri gli bloccano il passaggio con vari ostacoli. Il video si conclude quando la donna, che si rivelerà essere Wayne Static, colpisce con la pala la creatura.

## Tracce
1. I'm with Stupid (He's a Loser) (Edit) – 2:48
2. I'm with Stupid (He's a Loser) (Edit with Intro) – 2:56

## Formazione
- Wayne Static – voce, chitarra, programmazione
- Koichi Fukuda – chitarra, tastiera, programmazione
- Tony Campos – basso, cori
- Ken Jay – batteria

## Classifiche
| Classifica (2000)             | Posizione massima |
| ----------------------------- | ----------------- |
| Stati Uniti (mainstream rock) | 38                |